# Kytmanovsky (huyện)
Huyện Kytmanovsky (tiếng Nga: ? райо́н) là một huyện hành chính tự quản (raion), của Vùng Altai, Nga. Huyện có diện tích 2530 kilômét vuông, dân số thời điểm ngày 1 tháng 1 năm 2000 là 23700 người. Trung tâm của huyện đóng ở Kytmanovo.